# Chrześcijańskie Stronnictwo Rolnicze
Chrześcijańskie Stronnictwo Rolnicze – polska konserwatywno-ziemiańska partia polityczna, utworzona w 1928 roku w wyniku rozłamu w Stronnictwie Chrześcijańsko-Narodowym, działała głównie na Pomorzu i w Wielkopolsce.
Postulowała ograniczenie demokracji parlamentarnej, umocnienie władzy wykonawczej, uchylenie reformy rolnej i popieranie przez państwo dobrowolnej parcelacji w rolnictwie oraz wprowadzanie korzystnych dla wielkiej własności ziemskiej ustaw podatkowych i kredytowych.
W latach 1928–1935 funkcjonowała w ramach Bezpartyjnego Bloku Współpracy z Rządem. W 1937 roku część działaczy ChSR wstąpiła do Stronnictwa Zachowawczego.
Z partią związane były czasopisma „Dziennik Poznański” i „Gazeta Poznańska”. Do działaczy partii należeli m.in. Mieczysław Chłapowski, Leon Janta-Połczyński i Tadeusz Szułdrzyński